# 沃平
沃平（英語：Wapping）是英國倫敦的一個地區，位於倫敦東區，在行政區劃上屬於哈姆雷特塔倫敦自治市。沃平地處泰晤士河北岸，曾是倫敦主要的碼頭區之一。二戰之後由於倫敦的港口機能下降，碼頭和倉庫也陷入荒廢。隨後這些設施在1980年代重新改建為豪宅。1986年，新聞集團開始入駐沃平，隨後新聞集團資方和工會的紛爭被稱為「沃平之戰」。